# 박칠용
박칠용(朴七用, 1950년 10월 28일 ~ )은 대한민국의 배우이다.

## 생애
1969년 연극배우 첫 데뷔하였고 1971년 TBC 동양방송 공채 탤런트 12기로 정식 데뷔한 그는 이후 KBS 한국방송공사 탤런트 극회로 공식 지원하고 있다.

## 학력
- 명지대 대학원 연극영화학과 예술학 석사[2]

## 출연작

### 연극
- 1986년 《대원군》[3] ... 흥선대원군 이하응 역(주인공)

### 텔레비전 드라마
- 1982년 KBS 1TV 《풍운》 ... 대한제국 조선 고종 황제 역
- 1983년 KBS 1TV 《개국》 ... 부흥군(복흥군) 조반 역
- 1983년 KBS 2TV 《큰딸》
- 1983년 KBS 1TV 《아버지》
- 1983년 KBS 2TV 《전우》
- 1984년 KBS 1TV 《독립문》 ... 대한제국 조선 고종 황제 역
- 1985년 KBS 1TV 《새벽》
- 1985년 KBS 1TV 《오성장군 김홍일》
- 1986년 KBS 2TV 《임이여 임일레라》 ... 대한제국 조선 고종 황제 역
- 1986년 KBS 1TV 《초혼가》 ... 대한제국 조선 고종 황제 역
- 1987년 KBS 1TV 《사랑이 꽃피는 나무》
- 1987년 KBS 2TV 《TV 손자병법》
- 1989년 KBS 1TV 《암소》
- 1989년 KBS 1TV 《지리산》
- 1989년 KBS 2TV 《무풍지대》 ... 유지광의 7촌 조카 역
- 1990년 KBS 2TV 《겨울 나그네》
- 1990년 KBS 2TV 《파천무》 ... 왕방연 역
- 1990년 KBS 1TV 《우리들의 조부님》
- 1990년 KBS 1TV 《서울 뚝배기》 ... 수곤 담임선생님 역
- 1990년 KBS 2TV 《그대 아직도 꿈꾸고 있는가》
- 1990년 KBS 2TV 《불의 나라》
- 1990년 KBS 2TV 《머슴아와 가이내》
- 1991년 KBS 2TV 《물의 나라》
- 1991년 MBC TV 《여명의 눈동자》
- 1991년 SBS TV 《미늘》
- 1992년 KBS 1TV 《삼국기》 ... 대안대사 역
- 1992년 KBS 2TV 《적색지대》 ... 의사 역
- 1993년 KBS 1TV 《먼동》
- 1993년 KBS 1TV 《시인과 광인》
- 1993년 KBS 1TV 《달빛 고향》
- 1994년 KBS 2TV 《한명회》 ... 엄흥도 역
- 1994년 KBS 2TV 《남자는 외로워》
- 1994년 KBS 1TV 《이선풍 저승 유람》 ... 이선풍의 친구 역
- 1994년 KBS 1TV 《빈 잔의 축배》
- 1995년 EBS 《언제나 푸른 마음》
- 1995년 KBS 1TV 《역사의 라이벌》
- 1995년 SBS TV 《장희빈》 ... 남용익 역
- 1995년 KBS 2TV 《개성시대》
- 1995년 KBS 1TV 《서궁》 ... 이산해 역
- 1995년 KBS 1TV 《김구》 ... 노덕술 역
- 1995년 SBS TV 《코리아게이트》 ... 김종진, 신직수 역(1인 2역)
- 1995년 KBS 1TV 《찬란한 여명》 ... 최성학 역
- 1996년 SBS TV 《안중근》 ... 대한제국 조선 고종 황제 역
- 1996년 SBS TV 《임꺽정》 ... 허 생원 역
- 1996년 KBS 1TV 《용의 눈물》 ... 강상인 역
- 1997년 MBC TV 《영웅신화》
- 1997년 KBS 2TV 《웨딩드레스》
- 1998년 KBS 2TV 《싱싱 손자병법》
- 1998년 MBC TV 《육남매》
- 1998년 KBS 1TV 《왕과 비》 ... 권준, 신성부원군 노사신 역(1인 2역)
- 1998년 KBS 2TV 《킬리만자로의 표범》
- 1998년 KBS 2TV 《바람처럼 파도처럼》
- 1998년 KBS 2TV 《종이학》
- 1999년 SBS TV 《토마토》
- 1999년 SBS TV 《해피투게더》
- 1999년 KBS 2TV 《오 해피데이》
- 2000년 SBS TV 《여자만세》
- 2000년 KBS 2TV 《천둥소리》 ... 지소동 역
- 2001년 KBS 2TV 《명성황후》 ... 강로 역
- 2001년 KBS 1TV 《새엄마》 ... 병술 역
- 2002년 EBS 《역사탐구 과거와의 대화》
- 2003년 KBS 1TV 《천년의 꿈》 ... 태상 부 역
- 2003년 SBS TV 《천년지애》 ... 고봉수 역
- 2004년 KBS 1TV 《찔레꽃》 ... 박경수 역
- 2005년 MBC TV 《신입사원》... 강호, 강민의 부
- 2005년 MBC 《현장기록 형사》 ... 재연극
- 2005년 KBS 2TV《부활》 ... 강 과장 역
- 2006년 KBS 2TV 《봄의 왈츠》
- 2006년 KBS 1TV 《서울 1945》 ... 고하 송진우 역
- 2008년 KBS 2TV 《쾌도 홍길동》 ... 청나라 사신 역
- 2008년 KBS 2TV 《아빠 셋 엄마 하나》
- 2008년~2009년 SBS 《가문의 영광》 ... 이영철의 아버지 역
- 2009년 KBS 2TV 《2009 전설의 고향》 ... 을수 부 역
- 2010년 KBS 2TV 《공부의 신》 ... 하상길 역
- 2010년 KBS 1TV 《전우》 ... 권오성 부 역
- 2010년 KBS 1TV 《산 너머 남촌에는》
- 2010년 KBS 1TV 《근초고왕》... 할불 역
- 2012년 KBS 1TV 《대왕의 꿈》 ... 김후직 역
- 2013년 KBS 1TV 《산 너머 남촌에는 2》
- 2014년 TV조선 《불꽃 속으로》
- 2015년 KBS 2TV 《착하지 않은 여자들》 .. 보석감정사 역 (특별출연)
- 2015년 KBS 1TV 《징비록》... 정언신 역
- 2015년 KBS 1TV 《인순이의 토크 드라마 그대가 꽃》... 송해 역
- 2015년 MBN 《기막힌 이야기 실제상황》 ... 각종 단역
- 2015년 채널A 《천 개의 비밀 어메이징 스토리》 ... 각종 단역
- 2016년 TV조선 《이것은 실화다》 ... 각종 단역
- 2021년 KBS1 《태종 이방원》... 남재 역

### 영화
- 1985년 《여자의 반란》
- 2001년 《선영의 편지》
- 2008년 《강철중》 ... 최 사장 역

### 라디오 프로그램
- 2015년 EBS FM 《EBS 책 읽는 라디오 낭독 시리즈》